# Anna Geijer-von Zitzewitz
Anna Helmi Ottony Agnes Geijer-von Zitzewitz, född 18 oktober 1891 i Altona, död 1988, var en tysk-svensk målare och grafiker.
Hon var dotter till den tyske generallöjtnanten Wedig von Zitzewitz och Agnes von Puttkamer och från 1921 till 1949 gift med överstelöjtnant Bengt Gustaf Geijer. Hon studerade vid en konstskola i Strassburg 1912–1913 och vid Kunstschule der Berliner Kunstlerinnen i Berlin 1913–1914 samtidigt bedrev hon modellstudier för Martin Brandenburg därefter blev det studieresor till England, Finland och i Tyskland. Efter att hon flyttat till Sverige studerade hon en period för Carl Wilhelmson. Hon medverkade i ett stort antal av Grafiska sällskapets samlingsutställningar. Bland hennes offentliga arbeten märks en temperamålning i Heimatmuseum i Stolp. Hennes konst består av landskapsmålningar i olja, akvarell eller gouache samt träsnitt i färg.
Geijer-von Zitzewitz är representerad vid Moderna museet, Västerås konstförenings konstgalleri, Värmlands museum samt museet i Warszawa